# 巖流島
巖流島（日语：／ ganryū-jima *）是山口縣下關市關門海峽中的一個無人島。島的正式名稱是船島，地址是「下關市大字彥島字船島648番地」。
该岛因宮本武藏和佐佐木小次郎在此決鬥而有名。當時是豐前小倉藩領的船島，因佐佐木小次郎号（或），所以被稱作巖流島。

## 概要

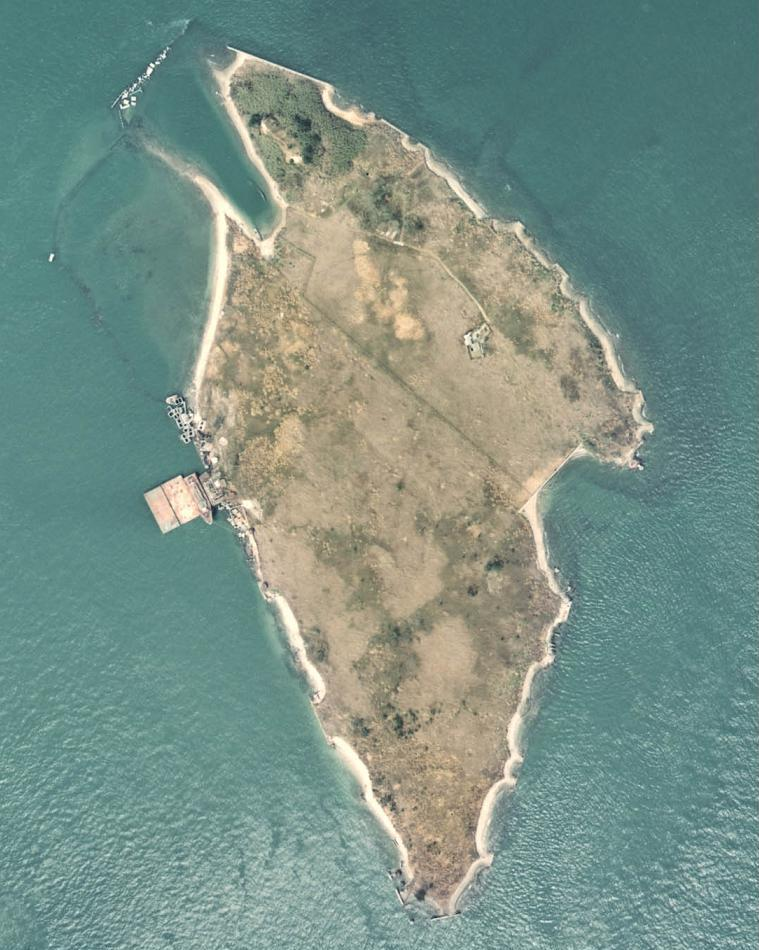
1974年的巖流島。现在的栈桥在图中岛的上端附近。右上部以及右侧岸边已经过整备可供观光，其余区域游客不可进入。

巖流島位于关门海峡中，距离本州（下关市彦島）约0.4公里。全岛地形平坦，标高最高点不足海拔10米。岛屿周长约1.6公里，面积约10.3万平方米。岛的东侧沿岸有人行道路和一些休息设施，从此处可以近距离地看到关门海峡中航行的大型船只。岛上的一部分地区被整备为公园，有人工海滩和多功能广场。

## 历史
宫本武藏和佐佐木小次郎的决斗发生的时间众说纷纭。根据安永五年（1776年）成书的《二天记》的记载，发生在庆长17年四月十三日，即西历1612年5月13日。但是根据立花峰均在享保12年（1727年）所著的《丹治峰均笔记》，则发生在宫本武藏19岁的时候。
巖流島旁边曾是险滩。据说丰臣秀吉从名护屋归返大坂（今大阪）途中，座船曾经在此触礁倾覆，被毛利水军救助。当时的船长明石与次兵卫以身殉难，江户时代这一带因此被称为“与次兵卫浅滩”。大正年间，由于航行的船舶数量增加、规模增大，岩礁被施以爆破，碎片被三菱重工业填海，成为今日巖流島的一部分。因此巖流島的面积从1万7千平方米左右扩大到约6倍、10万平方米左右。明治时代中期此地曾设置医疗设施，收容霍乱患者。
在第二次世界大战的战前及战争中，周边被纳入下关要塞，禁止摄影。由于军方的管制十分严格，昭和10年，吉川英治的连载小说《宫本武藏》中，石井鹤三描绘的插画也要附注“已获要塞司令部许可”。这一时期岛上的风景也没有影像留存，宫本武藏相关的电影虽然也制作了数部，都没能够在此地取景。
二战后，曾有人移居此岛，最多时达到约30户，但之后逐渐减少，到1973年这里重新成为无人岛。近年岛上有貉（日語：狸）生息。

## 观光
如前所述，巖流島的大部由于是填海造成，归属于三菱重工业。2003年，为配合这一年放映的NHK大河剧《武藏 MUSASHI》，三菱重工业让渡一部分土地给下关市，由其建设为公园。（至今三菱重工业仍拥有岛上约三分之二的土地。）公园建立时，树立了宫本武藏和佐佐木小次郎的铜像。小次郎的铜像完成于2002年，作者是吉川英治小说中描述的小次郎故乡岩国市的雕塑家村重胜久。而武藏铜像则是基于公开征集，使用了广濑直树的设计。效仿小次郎和武藏决斗的故事，武藏的铜像比小次郎的晚到，树立于2003年4月。
全岛禁烟，禁止游泳。岛上无垃圾箱。距栈桥150米左右有厕所，身体障碍者也可使用。

## 交通
岛屿北端设有栈桥，有来自下关港（唐户栈桥）和北九州港（门司港）的关门汽船和日本海上防灾承运的航班。此外还有往返彦岛的江之浦栈桥的租船航线。

## 外部連結
- 巖流島